# Gotye
Gotye, właśc. Wouter André De Backer (ur. 21 maja 1980 w Brugii) – australijsko-belgijski muzyk, kompozytor, wokalista, autor tekstów i multiinstrumentalista. Poza solową działalnością artystyczną występuje jako perkusista w zespole The Basics.

## Dyskografia

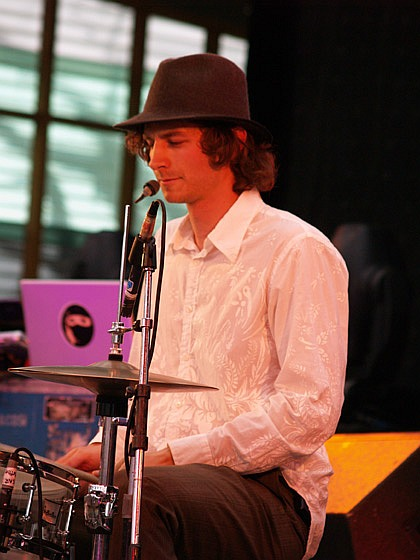
Gotye w 2007

### Albumy studyjne
| Rok                                                     | Tytuł | Najwyższe pozycje na listach | Najwyższe pozycje na listach | Najwyższe pozycje na listach | Najwyższe pozycje na listach | Najwyższe pozycje na listach | Najwyższe pozycje na listach | Najwyższe pozycje na listach | Najwyższe pozycje na listach | Najwyższe pozycje na listach | Najwyższe pozycje na listach | Najwyższe pozycje na listach | Najwyższe pozycje na listach | Najwyższe pozycje na listach | Certyfikat | Sprzedaż |
| Rok                                                     | Tytuł | AUS                          | AUT                          | BEL (Fl)                     | FRA                          | GRE                          | CAN                          | GER                          | NZ                           | POL                          | US                           | SWI                          | UK                           | ITA                          | Certyfikat | Sprzedaż |
| ------------------------------------------------------- | --- | ---------------------------- | ---------------------------- | ---------------------------- | ---------------------------- | ---------------------------- | ---------------------------- | ---------------------------- | ---------------------------- | ---------------------------- | ---------------------------- | ---------------------------- | ---------------------------- | ---------------------------- | --- | --- |
| 2003                                                    | Boardface - Data wydania: 14 lutego 2003 - Wytwórnia: Creative Vibes - Format: CD                                               | 93                           | –                            | –                            | –                            | –                            | –                            | –                            | –                            | –                            | –                            | –                            | –                            | –                            | brak | brak danych |
| 2006                                                    | Like Drawing Blood - Data wydania: 21 maja 2006 - Wytwórnia: Creative Vibes - Format: CD · winyl · digital download · streaming | 13                           | –                            | –                            | –                            | –                            | –                            | –                            | –                            | –                            | –                            | –                            | 117                          | –                            | - AUS: platynowa płyta - IMPALA: 2× srebrna płyta | - AUS: 70 000+ - EUR: 40 000+ |
| 2011                                                    | Making Mirrors - Data wydania: 19 sierpnia 2011 - Wytwórnia: Eleven - Format: CD · winyl · digital download · streaming         | 1                            | 6                            | 3                            | 4                            | 1                            | 5                            | 3                            | 8                            | 1                            | 6                            | 10                           | 4                            | 5                            | - AUS: 3× platynowa płyta - AUT: złota płyta - BEL: platynowa płyta - DEN: złota płyta - FRA: platynowa płyta - NLD: złota płyta - CAN: złota płyta - GER: złota płyta - POL: 2× platynowa płyta - US: 2× platynowa płyta - UK: złota płyta - ITA: złota płyta | - AUS: 210 000+ - AUT: 10 000+ - BEL: 30 000+ - DEN: 10 000+ - FRA: 100 000+ - NLD: 25 000+ - CAN: 40 000+ - GER: 100 000+ - POL: 40 000+ - US: 662 000+ - UK: 100 000+ - ITA: 30 000+ - Świat: 2 000 000+ |
| „–” oznacza, że album nie był notowany na danej liście. | |                              |                              |                              |                              |                              |                              |                              |                              |                              |                              |                              |                              |                              | | |

### Albumy kolaboracyjne
| Rok  | Tytuł |
| ---- | --- |
| 2018 | Pulling the Stitching Out (Les Campbell, gościnnie: Gotye) - Data wydania: 2 marca 2018 - Wytwórnia: Xcon Records - Format: digital download · streaming |

### Albumy remixowe
| Rok  | Tytuł | Najwyższe pozycje na listach |
| Rok  | Tytuł | AUS                          |
| ---- | --- | ---------------------------- |
| 2007 | Mixed Blood - Data wydania: 30 czerwca 2007 - Wytwórnia: Creative Vibes - Format: CD · digital download · streaming | 64                           |

### Albumy koncertowe
| Rok  | Tytuł |
| ---- | --- |
| 2020 | Live at The Songroom (Season 2, Episode 9) (oraz The Basics i Monty Cotton) - Data wydania: 3 lipca 2020 - Wytwórnia: The Three Basics - Format: digital download · streaming |

### Albumy wideo
| Rok  | Tytuł |
| ---- | --- |
| 2013 | Video Mirrors(album towarzyszący Making Mirrors) - Data wydania: 2013 - Wytwórnia: Samples ‘n’ Seconds - Format: digital download · streaming |

### Single
| Rok                                                      | Tytuł                                              | Najwyższe pozycje na listach | Najwyższe pozycje na listach | Najwyższe pozycje na listach | Najwyższe pozycje na listach | Najwyższe pozycje na listach | Najwyższe pozycje na listach | Najwyższe pozycje na listach | Najwyższe pozycje na listach | Najwyższe pozycje na listach | Najwyższe pozycje na listach | Najwyższe pozycje na listach | Najwyższe pozycje na listach | Najwyższe pozycje na listach | Najwyższe pozycje na listach | Certyfikat | Sprzedaż | Album              |
| Rok                                                      | Tytuł                                              | AUS                          | AUT                          | BEL (Fl)                     | BEL (Wa)                     | FRA                          | NLD                          | IRL                          | CAN                          | GER                          | NZ                           | POL                          | US                           | UK                           | ITA                          | Certyfikat | Sprzedaż | Album              |
| -------------------------------------------------------- | -------------------------------------------------- | ---------------------------- | ---------------------------- | ---------------------------- | ---------------------------- | ---------------------------- | ---------------------------- | ---------------------------- | ---------------------------- | ---------------------------- | ---------------------------- | ---------------------------- | ---------------------------- | ---------------------------- | ---------------------------- | --- | --- | ------------------ |
| 2006                                                     | „Learnalilgivinanlovin”                            | –                            | –                            | –                            | –                            | –                            | –                            | –                            | –                            | –                            | –                            | –                            | –                            | –                            | –                            | brak | brak danych | Like Drawing Blood |
| 2006                                                     | „Hearts a Mess”                                    | 82                           | –                            | –                            | –                            | –                            | –                            | –                            | –                            | –                            | –                            | –                            | –                            | –                            | –                            | brak | brak danych | Like Drawing Blood |
| 2006                                                     | „Coming Back”                                      | –                            | –                            | –                            | –                            | –                            | –                            | –                            | –                            | –                            | –                            | –                            | –                            | –                            | –                            | brak | brak danych | Like Drawing Blood |
| 2010                                                     | „Eyes Wide Open”                                   | 55                           | –                            | 33                           | –                            | –                            | –                            | –                            | –                            | –                            | –                            | –                            | 96                           | –                            | –                            | brak | brak danych | Making Mirrors     |
| 2011                                                     | „Somebody That I Used to Know” (gościnnie: Kimbra) | 1                            | 1                            | 1                            | 1                            | 1                            | 1                            | 1                            | 1                            | 1                            | 1                            | 1                            | 1                            | 1                            | 1                            | - AUS: 17× platynowa płyta - AUT: 2× platynowa płyta - BEL: 4× platynowa płyta - FIN: złota płyta - DEN: 3× platynowa płyta - SPA: platynowa płyta - GER: 5× złota płyta - NZ: 5× platynowa płyta - US: 14× platynowa płyta - SWI: 3× platynowa płyta - SWE: platynowa płyta - UK: 3× platynowa płyta - ITA: 2× platynowa płyta | - AUS: 1 190 000+ - AUT: 60 000+ - BEL: 120 000+ - DEN: 90 000+ - FIN: 6 774+ - SPA: 40 000+ - CAN: 653 000+ - GER: 900 000+ - NZ: 75 000+ - US: 14 000 000+ - SWI: 90 000+ - SWE: 40 000+ - UK: 1 800 000+ - ITA: 60 000+ | Making Mirrors     |
| 2011                                                     | „I Feel Better”                                    | –                            | –                            | –                            | –                            | –                            | –                            | –                            | –                            | –                            | –                            | –                            | –                            | –                            | –                            | brak | brak danych | Making Mirrors     |
| 2012                                                     | „Easy Way Out”                                     | –                            | –                            | –                            | –                            | –                            | –                            | –                            | –                            | –                            | –                            | –                            | –                            | –                            | –                            | brak | brak danych | Making Mirrors     |
| 2012                                                     | „Save Me”                                          | –                            | –                            | –                            | –                            | –                            | –                            | –                            | –                            | –                            | –                            | –                            | –                            | –                            | –                            | brak | brak danych | Making Mirrors     |
| 2013                                                     | „State of the Art”                                 | –                            | –                            | –                            | –                            | –                            | –                            | –                            | –                            | –                            | –                            | –                            | –                            | –                            | –                            | brak | brak danych | Making Mirrors     |
| 2013                                                     | „Ghosts” (oraz Yum Cha Sessions)                   | –                            | –                            | –                            | –                            | –                            | –                            | –                            | –                            | –                            | –                            | –                            | –                            | –                            | –                            | brak | brak danych | –                  |
| 2013                                                     | „Quasimodo's Dream” (oraz Eddie Perfect i Tripod)  | –                            | –                            | –                            | –                            | –                            | –                            | –                            | –                            | –                            | –                            | –                            | –                            | –                            | –                            | brak | brak danych | –                  |
| „–” oznacza, że singel nie był notowany na danej liście. |                                                    |                              |                              |                              |                              |                              |                              |                              |                              |                              |                              |                              |                              |                              |                              | | |                    |

## Nagrody i wyróżnienia
| Rok  | Nagroda                      | Kategoria                                                                   | Uwagi     |
| ---- | ---------------------------- | --------------------------------------------------------------------------- | --------- |
| 2011 | MTV Europe Music Awards 2011 | Najlepszy wykonawca Azji i Pacyfiku                                         | Nominacja |
| 2011 | ARIA Music Awards 2011       | Piosenka roku („Somebody That I Used to Know”)                              | Wygrana   |
| 2011 | ARIA Music Awards 2011       | Najlepszy męski wykonawca                                                   | Wygrana   |
| 2011 | ARIA Music Awards 2011       | Najlepszy wykonawca pop                                                     | Wygrana   |
| 2011 | ARIA Music Awards 2011       | Najlepsze video („Somebody That I Used to Know”, reżyseria: Natasha Pincus) | Wygrana   |
| 2011 | ARIA Music Awards 2011       | Inżynier roku („Somebody That I Used to Know”, inżynier: François Tétaz)    | Wygrana   |
| 2011 | ARIA Music Awards 2011       | Produkcja roku („Somebody That I Used to Know”, produkcja: Wally De Backer) | Wygrana   |